# Chlorissa frequens
Chlorissa frequens är en fjärilsart som beskrevs av Butler 1881. Chlorissa frequens ingår i släktet Chlorissa och familjen mätare. Inga underarter finns listade i Catalogue of Life.